# Goats
Pour les articles homonymes, voir The Goats.
Pour plus de détails, voir Fiche technique et Distribution.
Goats est un film américain, réalisé par Christopher Neil et écrit par Mark Poirier, sorti en 2012, dont l'histoire s'inspire de l'ouvrage homonyme sorti en 2000. Le film fait jouer David Duchovny, Vera Farmiga, Graham Phillips, Keri Russell, Justin Kirk et Ty Burrell. Le film est présenté en avant-première au Festival du film de Sundance le 24 janvier 2012 et fait l'objet d'une sortie limitée aux États-Unis le 10 août 2012 par Image Entertainment. 

## Synopsis
Ellis Whitman (Graham Phillips), 15 ans, quitte sa maison de Tucson, en Arizona, pour entrer en première année à la Gates Academy, une école préparatoire de la côte est. Il laisse derrière lui Wendy (Vera Farmiga), sa mère New Age un peu bizarre, et Goat Man (David Duchovny), un botaniste fumeur de mauvaises herbes et éleveur de chèvres. Goat Man est le seul vrai père qu'Ellis ait jamais connu, puisque son père biologique, Frank (Ty Burrell), est parti lorsqu'il était bébé.
À son arrivée à la Gates Academy, Ellis se lie d'amitié avec son colocataire Barney Cannel (Nicholas Lobue), un coureur de fond, et Rosenberg, qui n'obtient généralement pas plus qu'un C dans ses cours, mais qui est assez malin pour se procurer de la marijuana en cachette. Ellis s'intéresse également à Minnie (Dakota Johnson), une jeune fille du quartier qui travaille à la bibliothèque de l'école ; ses amis la traitent souvent de prostituée, selon les rumeurs. Pendant ce temps, Goat Man et Wendy ne communiquent pas, ce que Barney leur fait souvent remarquer. Lors d'un appel téléphonique, Ellis découvre que sa mère a un nouveau petit ami, Bennet (Justin Kirk), qui est grossier et irrespectueux.
Un jour, Ellis reçoit une lettre de son père de Washington, DC, dont il est séparé depuis longtemps, lui demandant de passer le dîner de Thanksgiving avec lui. Ellis décide de s'envoler pour Washington avec Barney, qui y passe également Thanksgiving avec sa mère. Ellis rencontre enfin son père et sa femme enceinte au grand cœur, Judy (Keri Russell). Un soir, Ellis reçoit un appel de Barney lui annonçant qu'il est en possession de marijuana.
Pendant les vacances de Noël, Ellis retourne à Tucson, mais se sent trahi par Goat Man lorsqu'il découvre qu'il a couché avec leur jeune mais malicieuse voisine, Aubrey (Adelaide Kane). Sa relation avec les adultes avec lesquels il a grandi est maintenant remise en question. 

## Fiche technique
- Titre : Goats
- Réalisation : Christopher Neil
- Scénario : Mark Poirier
- Musique : Woody Jackson, Jason Schwartzman
- Pays d'origine :  États-Unis
- Genre : comédie
- Date de sortie : 2012

## Distribution
- David Duchovny : Goat Man
- Vera Farmiga : Wendy
- Graham Phillips : Ellis Whitman
- Justin Kirk : Bennet
- Keri Russell : Judy
- Anthony Anderson : Coach
- Dakota Johnson : Minnie
- Adelaide Kane : Aubrey
- Ty Burrell : Frank Whitman
- Alan Ruck : Dr. Eldridge
- Olga Segura : Serena

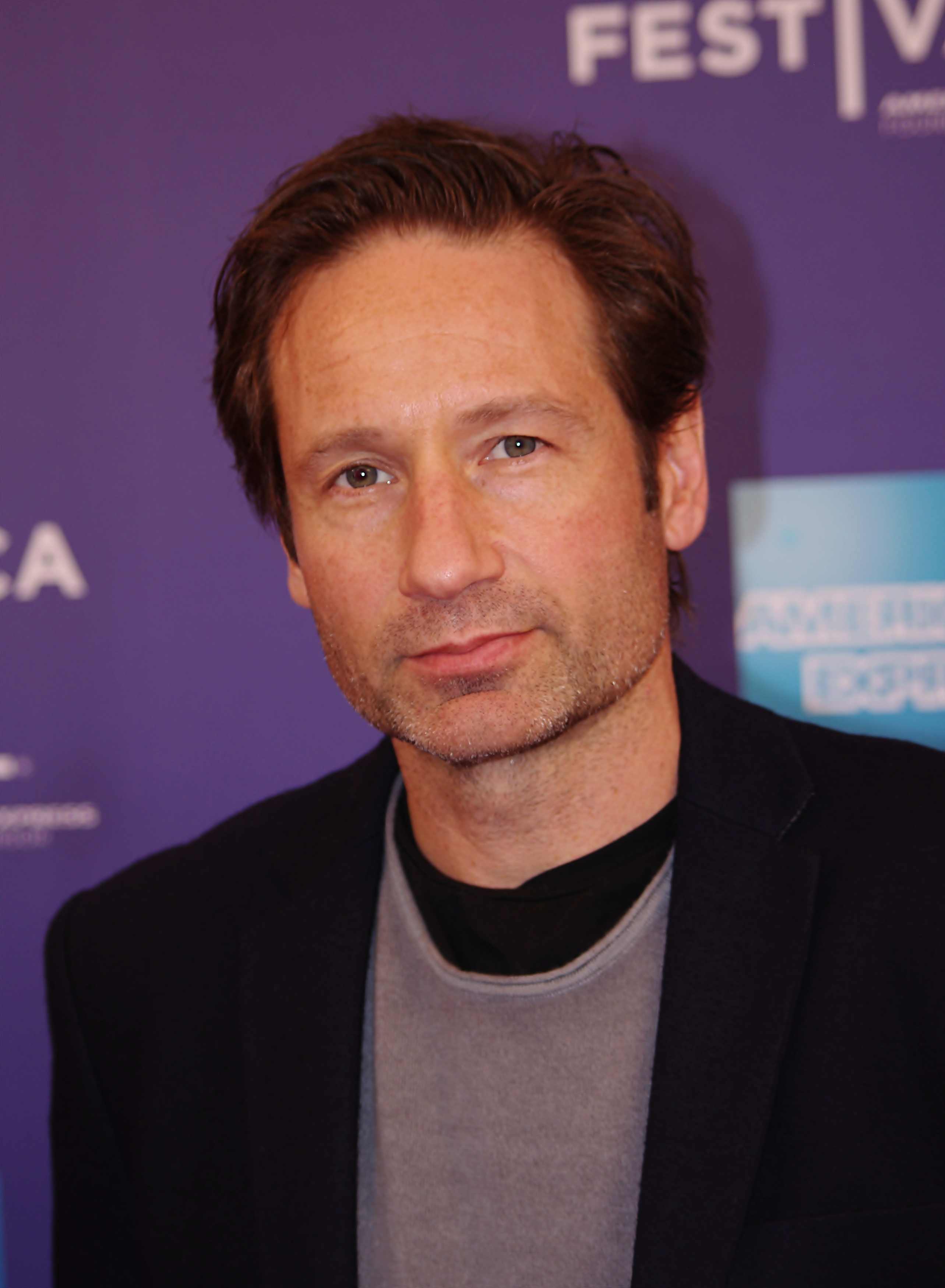
L'acteur principal David Duchovny au Festival du Film de Tribeca 2011.

- Minnie Driver : Shaman (non crédité)

## Production
En mai 2010, Ty Burrell et Anjelica Huston signent pour jouer dans le film. En janvier 2011, David Duchovny et Vera Farmiga sont choisis pour les rôles principaux. Le même mois, Keri Russell, Minnie Driver et Will Arnett sont choisis pour les rôles secondaires. Arnett et Huston quittennt ensuite le casting, pour des raisons inconnues, avant le début du tournage. La productrice Daniela Taplin Lundberg déclare à propos du casting : « Goats est un merveilleux mélange d'hilarité et de poésie, et on est ravis que des acteurs aussi distingués que cet ensemble aient répondu au scénario avec autant de passion ». Les prises de vue principales du film ont lieu à Albuquerque, au Nouveau-Mexique, à Tucson, en Arizona, et à Watertown, dans le Connecticut, en février 2011.

## Accueil
Le film reçoit des critiques généralement négatives. Goats a un taux d'approbation de 19% sur le site web Rotten Tomatoes, basé sur 27 critiques, avec une note moyenne de 4,69/10. Le consensus des critiques du site web se lit comme suit : « Goats tente d'atteindre la profondeur mais offre surtout des bêlements ineptes, la barbe de David Duchovny étant le trait le plus distinctif de cette comédie dramatique insipide ». Sur Metacritic, le film a une note de 38 sur 100, basée sur 13 critiques, indiquant des « critiques généralement défavorables ».